# Central Coast Regional District
Der Central Coast Regional District ist ein Bezirk in der kanadischen Provinz British Columbia. Er ist 24.433,73 km² groß und zählt 3.319 Einwohner. Beim Zensus 2016 lebten 3.319. Menschen im Bezirk, während der Bezirk beim Zensus 2011 3.206 Einwohner hatte. Verwaltungssitz und größte Ansiedlung ist Bella Coola.
In diesem Bezirk gibt es keine eigenständigen Gemeinden, sondern lediglich fünf Wahlkreise, die je einen Vertreter in den Bezirksrat entsenden:
- Bella Coola A
- Bella Coola B
- Bella Coola C
- Bella Coola D
- Bella Coola E